# Кистофор

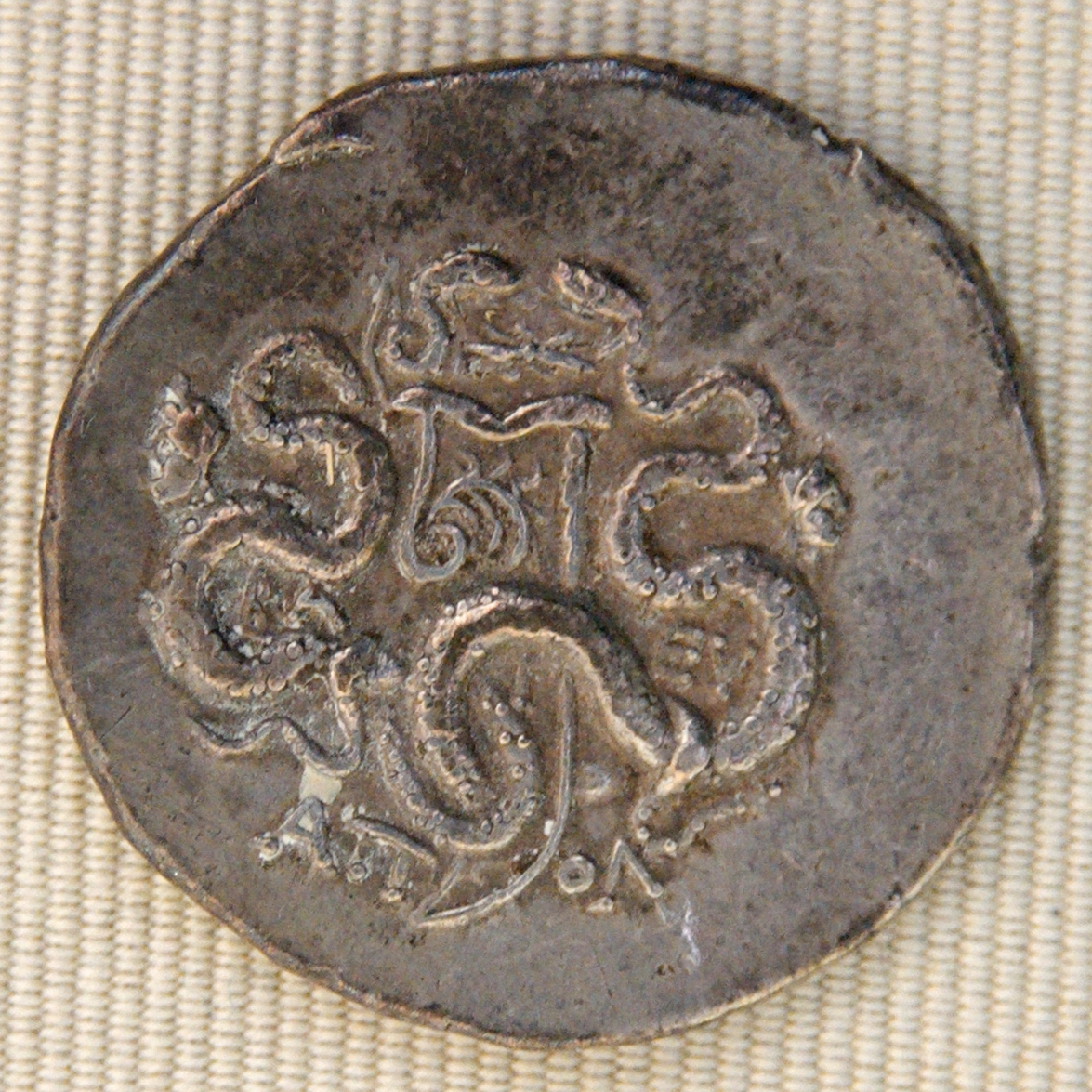

Кистофор (лат. Cistophorus; др.-греч. Κιστοφόρος — носящий изображение ларца или корзины) — название серебряной монеты, разновидности тетрадрахмы, имевшей хождение на территории Малой Азии во II—I вв. до н.э. В разное время кистофоры чеканились в 15 различных городах Малой Азии (Эфес, Лаодикея, Ниса и др.).
На аверсе монеты изображен один из атрибутов поклонения Дионису — священный ларец (Cista Mystica) цилиндрической формы с выползающей из него змеей, вся композиция окружена плющевым венком. На реверсе две змеи обвивают горит (деревянный футляр для лука и стрел). Вес кистофора составлял примерно 12,65 г.

## История
Кистофоры впервые появились в Пергамском царстве в 175 году до н.э. при правлении Евмена II. Во время II Македонской (200—197 гг. до н.э.) и так называемой Сирийской (192—188  гг. до н.э.) войн цари Пергама выступали союзниками Рима. Существует теория, что кистофоры были введены Евменом II для установления некоего баланса между римским денарием и аттической тетрадрахмой, весьма распространенной в то время в Греции и в Малой Азии. Пергамские монеты были очень удобны для торговых отношений с Римом из-за соотношения курса 1:3 (1 кистофор = 3 римских денария).
В 133 году до н.э. Аттал III завещал своё царство Риму, обеспечив при этом свободу некоторым городам Пергамского царства и прежде всего его столице. В 133 (132) году до н.э. в Пергаме вспыхнуло антиримское восстание под руководством Аристоника. После его подавления (129 год до н.э.) римлянами на территории Пергама была образована римская провинция Азия, получившая провинциальное устройство в 126 году до н. э.
Но на этом история с кистофорами не закончилась, а скорее даже набрала обороты, поскольку римляне, ставшие новыми властителями Малой Азии, взяли курс на вытеснение аттической тетрадрахмы с международных рынков. В период римского господства чеканка продолжалась вплоть до правления императора Адриана, при этом римляне не стали изменять монетную систему, к которой привыкло местное население. Вначале внешний вид монеты оставался практически неизменным (на монетах появляются надписи на латыни). Но со времени правления Марка Антония изображение ларца (кисты) на аверсе монеты заменяется портретами римских императоров.
Кистофоры становятся настоящими «колониальными монетами», их называют императорскими кистофорами. В некоторых городах эти монеты чеканились из металла низкого качества и обращались по стоимости одного денария. Выпуски кистофоров продолжались на территории Малой Азии вплоть до III века н.э.